# Кабу-Делгаду
Кабу-Делгаду (порт. Cabo Delgado) — провинция в Мозамбике. Площадь провинции равна 82 625 км². Численность населения на 2007 год составляет 1 632 065 человек. Административный центр — город Пемба (141 316 жителей на 2006 год).

## География
Провинция Кабу-Делгаду является самой северной в Мозамбике. На севере её проходит государственная граница между Мозамбиком и Танзанией. На западе от провинции Капу-Делгаду находится провинция Ньяса. На юго-востоке — провинция Нампула. На востоке от неё лежит Индийский океан.

## История
В годы войны за независимость провинция Кабу-Делгаду была главной базой партизан ФРЕЛИМО, получавших помощь с территории Танзании.
К провинции Кабу-Делгаду относится архипелаг Киримба, который с 2008 года предложен к включению в список Всемирного наследия ЮНЕСКО. Главный город архипелага Ибо (около 3,5 тысяч жителей) с 1761 по 1929 год был административным центром колонии Кабу-Делгаду (затем «столица» была перенесена в Порту-Амелия, ныне — Пемба). В Ибо сохранились португальский форт Сан-Жуан и постройки времён колониальной администрации.

## Население
Провинцию в основном населяют представители народов макуа и маконде.

## Административное деление
В административном отношении Кабу-Делгаду разделена на 17 округов и 5 муниципалитетов:

### Округа
- Анквабе (Ancuabe) — площадь 4606 км²; 109 792 чел.
- Балама (Balama) — площадь 5619 км²; 126 116 чел.
- Шиуре (Chiúre) — площадь 4210 км²; 230 044 чел.
- Ибо (Ibo) — площадь 48 км²; 9509 чел.
- Макомиа (Macomia) — площадь 4 049 км²; 81 208 чел.
- Мекуфи (Mecúfi) — площадь 1192 км²; 43 573 чел.
- Мелуко (Meluco) — площадь 5799 км²; 25 184 чел.
- Метуже (Metuge)
- Мосимбоа-да-Прая (Mocímboa da Praia) — площадь 3548 км²; 94 197 чел.
- Монтепуэш (Montepuez) — площадь 15 871 км²; 185 635 чел.
- Мведа (Mueda) — площадь 14 150 км²; 120 067 чел.
- Мвидумбе (Muidumbe) — площадь 1987 км²; 73 457 чел.
- Намуно (Namuno) — площадь 6915 км²; 179 992 чел.
- Нангаде (Nangade) — площадь 3031 км²; 63 739 чел.
- Палма (Palma) — площадь 3493 км²; 48 423 чел.
- Пемба-Метуге (Pemba-Metuge) — площадь 1094 км²; 65 365 чел. (входит город Пемба),
- Кисанга (Quissanga) — площадь 2061 км²; 35 192 чел.

### Муниципалитеты
- Мведа (Mueda)
- Монтепуэш Montepuez)
- Мосимбоа-да-Прая (Mocimboa da Praia)
- Пемба (Pemba) — площадь 194 км²; 141 316 чел.
- Шиуре (Chiúre)